# Automobile de collection

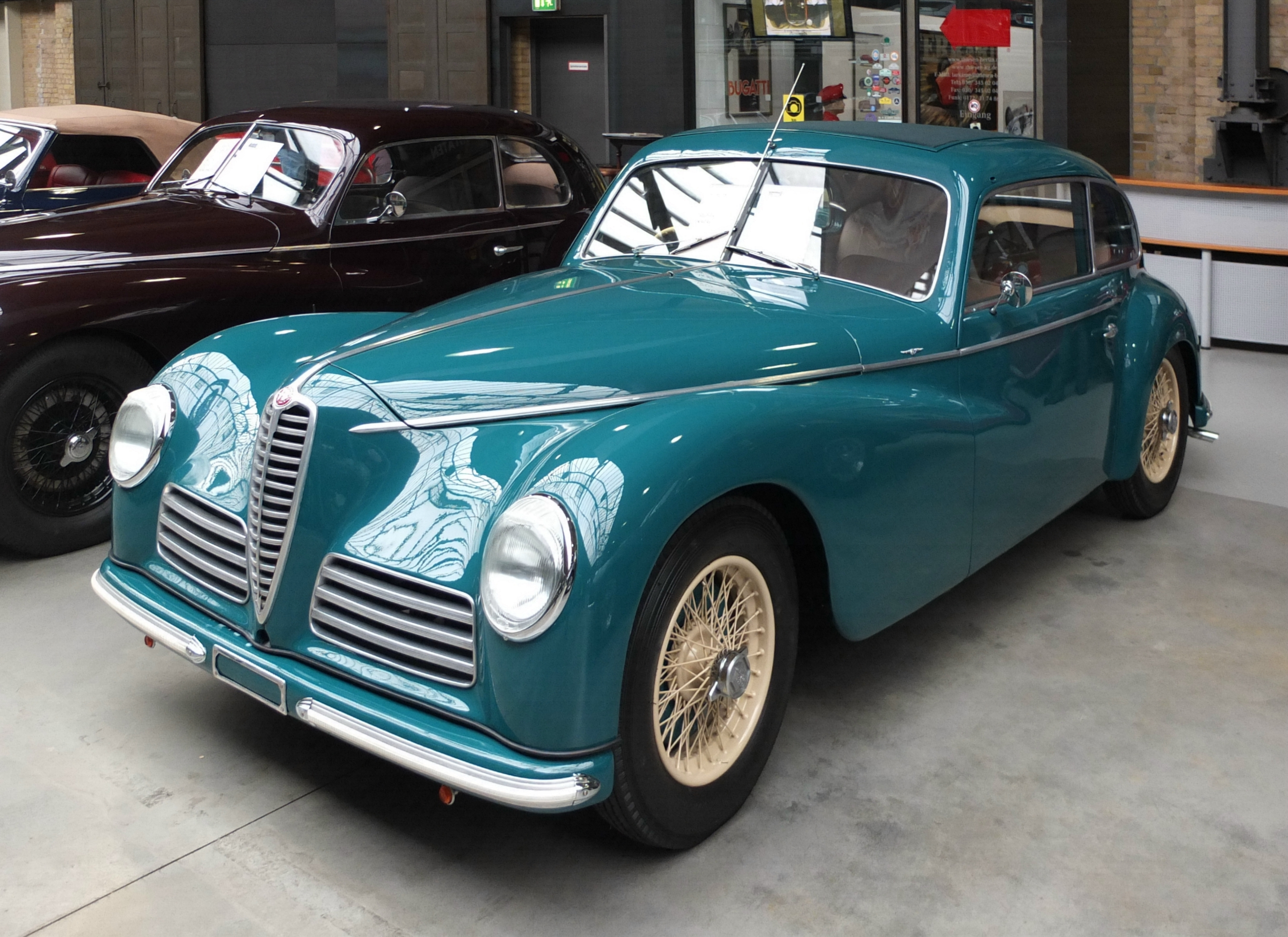
Une Alfa Romeo 6C Freccia d'Oro de 1949, automobile de collection.

Une automobile de collection, ou automobile ancienne, est un modèle d’automobile âgé généralement de plus de 30 ans, conservé pour son intérêt historique, patrimonial ou esthétique et non d’abord comme moyen de transport. Du fait de son âge, elle peut faire l’objet de spécificités de réglementation variables selon les pays, notamment un statut juridique ou fiscal spécifique, qui peuvent être matérialisées par l’apposition d’une plaque d’immatriculation différente de celles des automobiles d’usage courant, qui peut être obligatoire, comme en Belgique ou au Québec, ou facultative comme en France. Certaines de ces particularités peuvent être vues comme des avantages, comme un allègement des obligations de contrôle technique, d’autres imposent des restrictions d’utilisation. Par ailleurs, les conditions d’assurance des automobiles de collection peuvent être différentes de celles des automobiles d’usage courant, les risques auxquels elles sont exposées étant différents. La part des modèles de collection dans le parc automobile d’un pays est généralement très faible, et la population qui les possède se caractérise par sa passion, mais aussi son âge, plus élevé que celui des propriétaires des véhicules d’usage courant. La particularité des modèles de production ancienne, et les moyens mobilisés par ces propriétaires, font que l’automobile de collection constitue un secteur économique particulier, une niche employant des artisans spécialisés dans les techniques anciennes. Les échanges d’automobiles de collection constituent également un marché spécifique, un véhicule ancien pouvant faire l’objet de spéculation au même titre qu’une œuvre d’art. L’histoire de l’automobile de collection est ancienne, et les différents modèles peuvent être classifiés de différentes façons.

## Aspects juridiques

### Réglementations nationales
Selon les pays, les automobiles de collection peuvent faire l’objet d’une réglementation spécifique, qui vise à leur conférer un statut particulier, souvent assorti de particularités d’immatriculation. Toutefois, ces statuts ne sont généralement pas obligatoires ; il pourra donc y avoir, dans un même pays, des automobiles de collection disposant d’un statut juridique propre, avec les avantages et inconvénients qui lui sont liés, et d’autres qui restent sujettes aux réglementations habituelles du pays.

#### Belgique

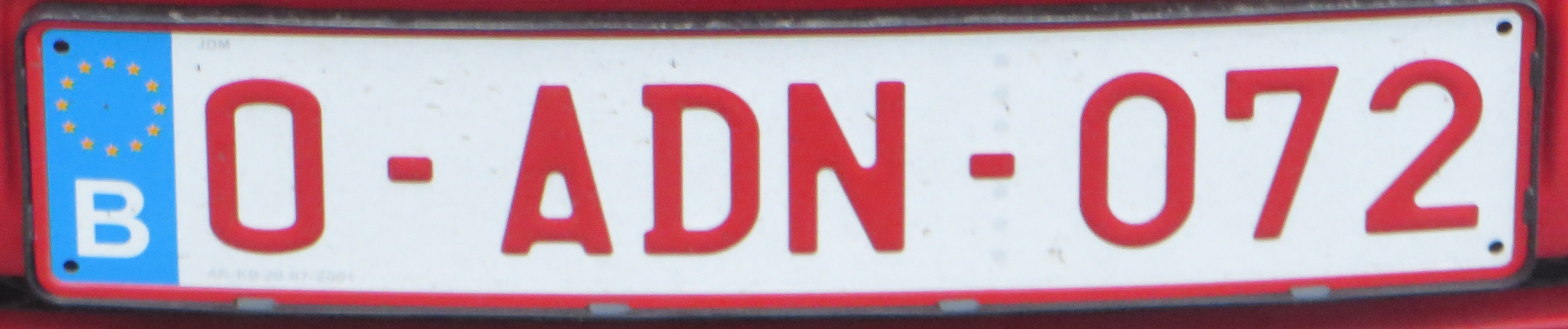
Plaque d’immatriculation belge d’ancêtre.

En Belgique, les automobiles dont la date de première mise en circulation date de plus de 25 ans peuvent être immatriculées comme ancêtres ou old-timers.  Elles sont identifiées par une immatriculation commençant par un O. Cette immatriculation spécifique, introduite le 1er janvier 1999, n’est pas obligatoire. Elle permet d’être dispensé de certificat de conformité. Jusqu’à la fin juin 2013, ce statut impose des restrictions de circulation, celle-ci n’étant autorisée que dans le cadre d’une manifestation autorisée, ou dans un rayon de 25 km autour du point de départ, entre le lever et le coucher du soleil. Depuis juillet 2013, ces restrictions sont supprimées. Toutefois, le véhicule ne peut être utilisé dans un but professionnel ou lucratif, ni pour se rendre sur son lieu de travail ou vers une école.
Jusqu’en 2018, les véhicules ancêtres ne sont soumis à aucun contrôle technique, en dehors d’un contrôle simplifié effectué lors de la vente. Après cette date, en région wallonne, tous les véhicules deviennent soumis à un contrôle technique, annuel s’ils ont moins de 30 ans, et tous les deux ans s’ils sont plus vieux.

#### Canada
Chaque province et territoire du Canada dispose de ses propres règles d’immatriculation.
Par exemple, au Québec, les automobiles anciennes peuvent être immatriculées comme véhicule antique, une variante de véhicule à circulation restreinte dont la plaque d’immatriculation doit commencer par un C. Ce régime est moins coûteux, mais comprend des restrictions de circulation, avec notamment une interdiction de circuler sur les autoroutes. Il est également possible d’immatriculer une automobile ancienne sous le régime général des véhicules particuliers, celui de véhicule de promenade.

#### France

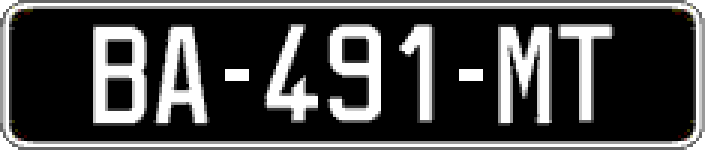
Plaque d’immatriculation française de véhicule de collection.

En France, le véhicule de collection est défini par l'article R311-1 du Code de la Route. Il doit être en circulation depuis plus de trente ans, ne plus être en production et ne pas avoir subi de modifications essentielles. Il peut voir apposer la mention Véhicule de collection, à la rubrique Z de son certificat d'immatriculation. L’apposition de cette mention n’est ni obligatoire, ni automatique, mais fait suite à une téléprocédure effectuée auprès des services du Ministère de l’Intérieur, laquelle requiert notamment la fourniture d’une attestation établie par le constructeur automobile ou son représentant en France, ou la Fédération française des véhicules d'époque (FFVE).
Depuis l'Arrêté du 9 février 2009 fixant les caractéristiques et le mode de pose des plaques d'immatriculation des véhicules, seuls ceux portant la mention Véhicule de collection sont autorisés à arborer des plaques d’immatriculation noires non réflectorisées, sans symbole européen ni indicatif territorial, similaires à celles en vigueur avant le 1er janvier 1993.
Un véhicule immatriculé comme véhicule de collection perd son statut juridique de « véhicule d’usage » et gagne celui d’« objet patrimonial ». Selon l'arrêté du 9 février 2009 relatif aux modalités d'immatriculation des véhicules, il n’est plus soumis à l’obligation d’homologation et à la délivrance d’un certificat de conformité, ce qui permet notamment l’importation en France de véhicules âgés de plus de 30 ans n’y ayant jamais été commercialisés, tels que, par exemple, les Ferrari 208 ou DeLorean DMC-12.
Jusqu’en 2009, il existait des restrictions à la libre circulation, rarement appliquées. Elles ont été supprimées, cette immatriculation permettant, depuis, dans certaines Zones à Faibles Émissions mises en place pour lutter contre la pollution atmosphérique, de circuler.
Toutefois, il est interdit d’utiliser un véhicule de collection pour exercer une activité professionnelle sauf celle de Voiture de Transport avec Chauffeur " VTC ".
Le passage au statut d’« objet patrimonial » permet également de protéger le véhicule des procédures d’immobilisation et de retrait du certificat d’immatriculation pouvant subvenir à la suite d'un accident grave. Il permet également de n’être soumis au contrôle technique que tous les 5 ans, au lieu de 2 ans pour les véhicules ordinaires. De plus, depuis le 20 février 2017, les véhicules avec mention collection dont la date de première mise en circulation est antérieure au 1er janvier 1960 en sont totalement dispensés.

#### Suisse
En Suisse, un véhicule peut obtenir le statut de véhicule vétéran s’il est âgé de plus de 30 ans, que ses éléments de sécurité et de carrosserie sont exempts de toute corrosion, que toutes les réparations ont été faites selon les règles de l’art établies par l’Association des services des automobiles, que ses éléments mécaniques correspondent à ceux d’origine et sont conformes aux préconisations du constructeur, que la carrosserie et la sellerie en sont en bon état ou ont été restaurées conformément à l’origine, et si tous ses équipements répondent aux prescriptions suisses en vigueur à la date de première mise en circulation ou durant l’année de construction.
Les véhicules vétérans font l’objet de plusieurs restrictions : le kilométrage annuel est limité à 2 000 ou 3 000 km, ou 50 à 60 heures d’exploitation, et ils ne doivent servir qu’à un usage privé, excluant toute activité à but lucratif. De plus, l’autorité décernant l’immatriculation peut ajouter des restrictions supplémentaires au permis de circulation, comme une restriction du nombre de passagers.
En contrepartie, le contrôle par les services des automobiles ne doit être effectué que tous les 6 ans. Par ailleurs, une personne étant propriétaire de plus de trois véhicules ancêtres peut demander à disposer du statut de collectionneur de véhicule, offrant des conditions d’immatriculation spécifiques, l’immatriculation comme véhicule de collectionneur, qui permet notamment de disposer d’une seule plaque d'immatriculation suisse pour trois à douze véhicules différents.

### Assurance
Les compagnie d'assurances proposant des contrats d’assurance automobile peuvent proposer à leurs clients des contrats spécifiques pour leurs véhicules de collection. Dans ce cadre, purement contractuel, elles sont libres de définir les critères selon lesquels un véhicule pourra, ou non, rentrer dans les termes qu’elles proposent. Ainsi, s’il est possible d’assurer avec un contrat de véhicule de collection un véhicule disposant d’un statut réglementaire de véhicule de collection, ancêtre ou vétéran, il est également possible de faire couvrir par ce type de contrat un véhicule ne disposant pas d’un statut de ce type. Par ailleurs, l’âge à partir duquel un véhicule peut être considéré comme étant éligible aux contrats de collection dépend de la compagnie ; certaines les proposant pour des véhicules âgés de plus 8 ans s’il répond à des critères contractuels de rareté, ou d’autres pour des véhicules de plus de 20 ans.
Les primes d’assurance des contrats spécifiques sont généralement moins élevées que celles des contrats d’assurance automobile classiques, les compagnies considérant que les propriétaires roulent peu et prennent soin de leur véhicule. Elles peuvent également contenir des clauses spécifiques autorisant l’utilisation sur circuit, ainsi que le remboursement selon une cote propre aux véhicules de collection en cas de sinistre. Enfin, certains contrats proposent des réductions tarifaires en cas de couverture de plusieurs véhicules, ou lorsque l’assuré est membre d’une association de propriétaires de véhicules anciens.
Toutefois, afin de limiter les risques encourus, l’assureur peut exiger de l’assuré qu’il remplisse plusieurs conditions, qui peuvent être la possession d’un autre véhicule pour son usage quotidien, l’interdiction de trajets à but professionnel, un kilométrage annuel limité, l’interdiction du prêt du véhicule ou l’obligation de ne le confier qu’à des conducteurs disposant du permis de conduire que depuis une durée prévue par le contrat.

## Aspects socio-économiques

### Propriétaires

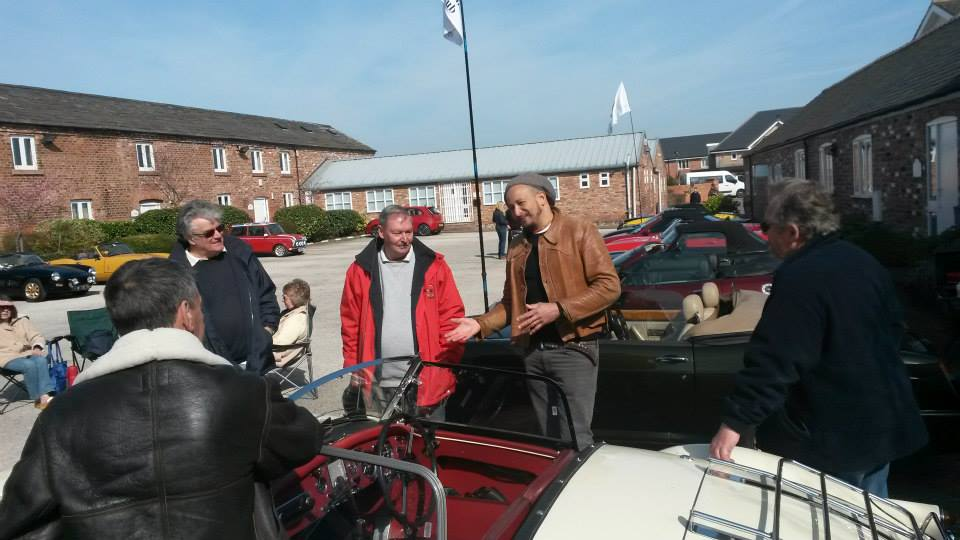
Propriétaires d’automobiles anciennes en discussion.

Les propriétaires d’automobiles de collection sont des passionnés d’automobile, souvent animés par le rêve, l’esthétique ou la nostalgie. Concernés par la transmission d’un patrimoine culturel, ils peuvent vouloir conserver ce qui fait de l’automobile un mythe, en organisant des mises en scène lors d’évènements les réunissant. D’autres sont principalement animés par la nostalgie, soit pour des véhicules qu’ils ont connus lorsqu’ils étaient enfants, soit pour retrouver des sensations que les systèmes d’aide à la conduite automobile ont fait disparaître des véhicules contemporains.
Leur profil est large : en France, en 2015, d’après la Fédération française des véhicules d'époque, 47 % des ménages de propriétaires d’automobiles de collection avaient un revenu annuel inférieur à 40 000 euros. Pour cette association, la plupart des propriétaires le deviennent entre 40 et 45 ans, même si la grande majorité est composée d’individus plus âgés. Les plus jeunes collectionneurs acquièrent en général des véhicules plus récents, tels les modèles des années 1970 pour les quadragénaires des années 2010, et celles des années 1980 pour les trentenaires de la même époque.
La FFVE estime la quantité de propriétaires d’automobiles de collection en France à 23 000 personnes, pour un parc d’environ 800 000 véhicules, soit 1.5 % du parc automobile français.

### Secteur d’activité

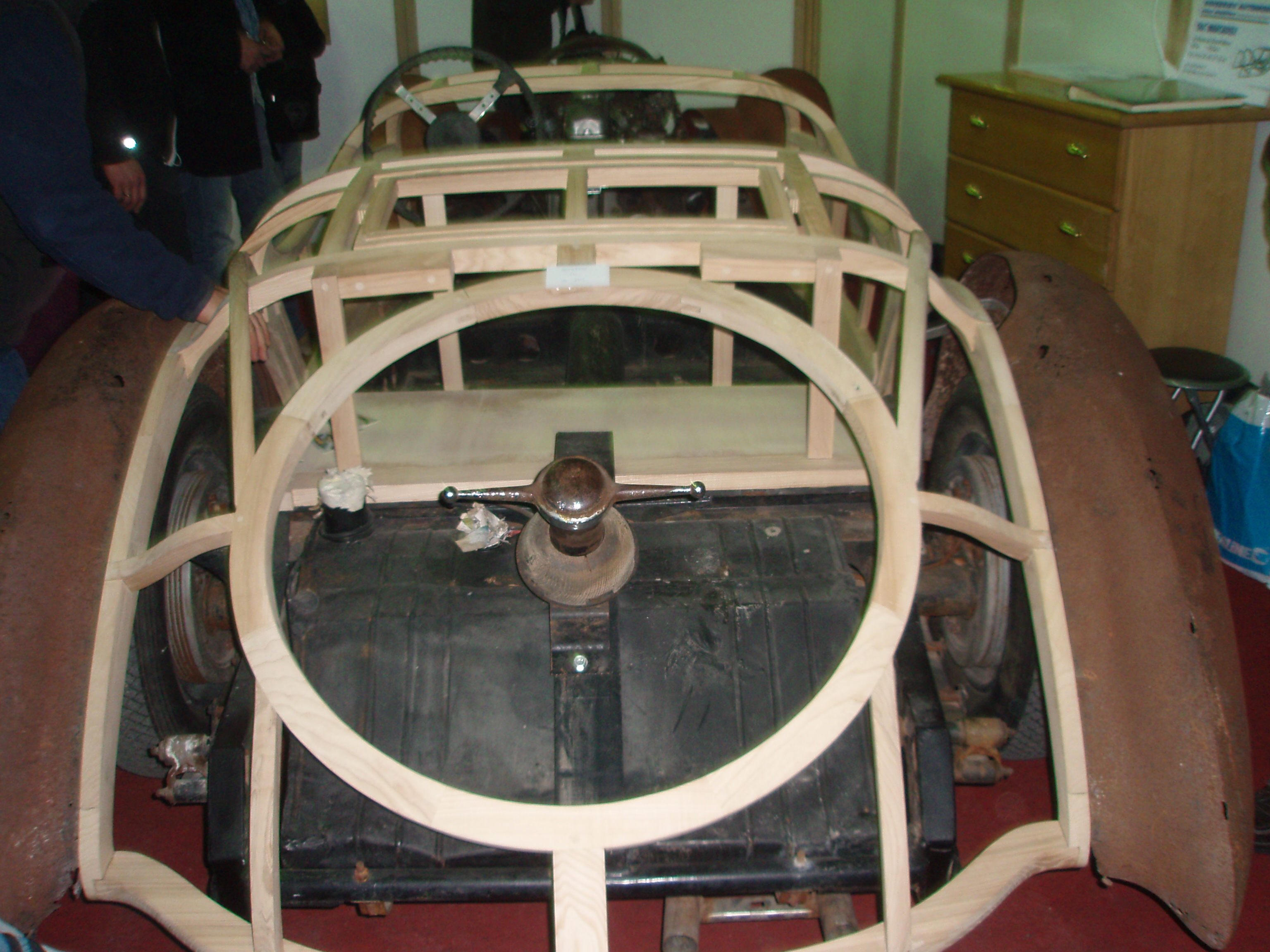
Restauration de carrosserie sur une Delahaye type 135.

L’engouement du public pour les véhicules de collection a donné naissance à un secteur d'activité lui étant dédié. Ainsi, en France, en 2007, une enquête de la Fédération française des véhicules d'époque a révélé que ce secteur générait un chiffre d'affaires approchant les 3 milliards d’Euros, et employait 14 300 personnes en équivalent temps plein, parmi lesquels des métiers d'art, dans environ 2 000 entreprises spécialisées,.
Il s’agit d’un marché de niche, où les tarifs sont plus élevés que chez les autres professionnels de l’automobile, à cause des techniques différentes, comme l’emploi d’armatures de carrosserie en frêne, ou la formation des tôles au marteau, et également du temps nécessaire : selon les cas, la restauration d’une automobile de collection peut prendre jusqu’à 4 000 h de travail, dont 200 de tôlerie fine et de peinture.
Les métiers de ce secteur touchent à la mécanique et à la carrosserie, mais également à la sellerie et à l’ébénisterie.

### Marché

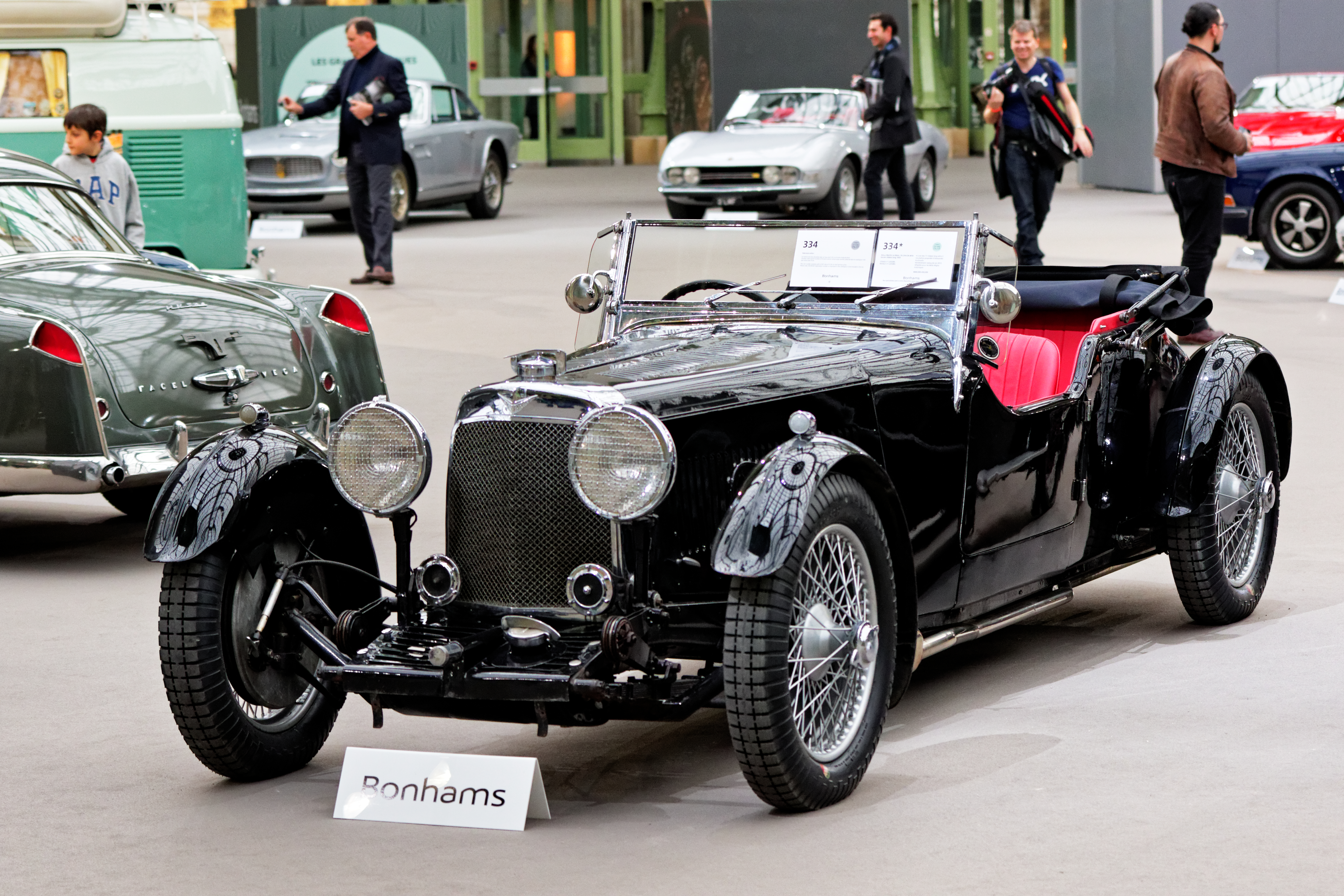
Aston Martin vendue par Bonhams.

L’automobile de collection constitue un marché aux caractéristiques particulières, pouvant faire l’objet de spéculation, au même titre que les œuvres d’art sur le marché de l'art ; comme pour lui, des cotes y sont également établies.

#### Caractéristiques
Les automobiles de collection constituent un marché spécifique et extrêmement varié, allant des voitures de sport exotiques aux populaires comme la Citroën 2 CV. Ainsi, en 2015, les tarifs des ventes conclues lors du salon Rétromobile s’échelonnaient-ils entre 1 200 € et 55 millions d’euros. D’un point de vue financier, il s’agit d’un marché pouvant offrir un rendement important, mais où le risque financier est élevé.
D’après une étude du Financial Times datant de 2013, étudiant la rentabilité à 10 ans des différents types de placements entre 2002 et 2012, celle des automobiles de collection s’élevait en moyenne à 395 %, contre 195 % pour l’art, 166 % pour le vin, ou 76 % pour les montres, une rentabilité en hausse. En effet, en 2017, d’après une étude du cabinet Knight Frank Luxury Investment, ce rendement a atteint 457 %, un taux toujours supérieur à celui constaté sur la même période pour un investissement dans le vin (267 %) ou l’art (139 %).
Il s’agit d’un marché où l’offre est élevée, mais où il existe un écart croissant entre les modèles extraordinaires et les autres. Il se caractérise également par sa volatilité, la plus-value n’y étant pas automatique : par exemple, le cours de la Ferrari Testarossa, passé en trois ans de 40 000 à 150 000 €, est ensuite retombé à 100 000 €. Une autre particularité de ce marché est le niveau des frais inhérents à la possession du véhicule : stockage, assurance et entretien, ainsi que la nécessité d’une utilisation régulière pour éviter la dégradation accélérée d’une automobile ne roulant pas.

#### Cotation
Les modèles d’automobiles de collection ne sont pas sujets à la cote Argus, mais des cotes spécifiques sont établies annuellement sur la base des prix atteints lors des ventes aux enchères. Elles prennent en compte, pour chaque modèle, la motorisation, l’état et la rareté, mais surtout le niveau de la demande constatée. La cote faisant référence en France est établie par la revue La Vie de l'auto.

## Historique

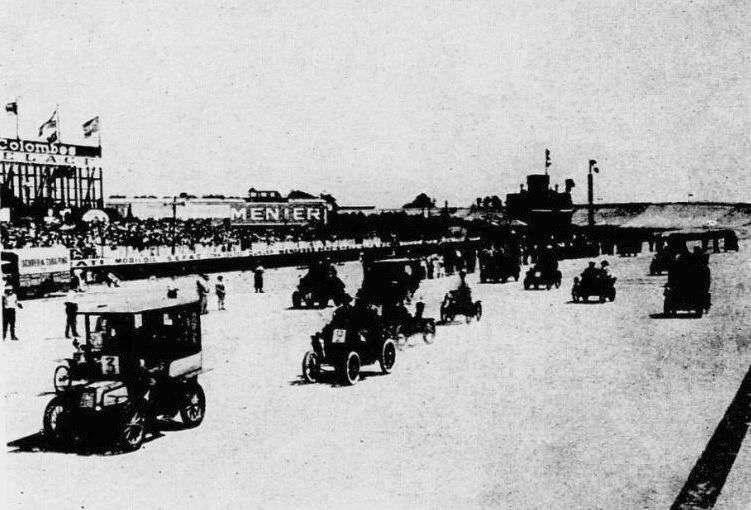
Grand Prix des Vieux Tacots, organisé à Montlhéry en 1935.

Elles furent collectionnées dès les années 1930 et des clubs de passionnés virent rapidement le jour en Angleterre et en France. Le Veteran Car Club of Great Britain (1930) est probablement un des plus vieux clubs de collectionneurs.
En octobre 1973, un magazine britannique apparut sous le titre Classic Cars, cette désignation soulignant une appellation générique. Dès lors, ces anciennes automobiles bien nées furent affectueusement appelées « classic », baptisant par là même une nouvelle forme de loisir nostalgique la « collection ».
La Fédération internationale des véhicules anciens (FIVA) a décidé en octobre 2008, l’adoption d’une nouvelle définition du véhicule historique. Cette nouvelle définition place l’âge limite à 30 ans au lieu de 25 ans.

## Typologie

### Avant-guerre
Les automobiles d’avant 1920 étaient appelées « ancêtres », « tacots », « vétérans », « édouardiennes », ou « vintage ».

### Après-guerre

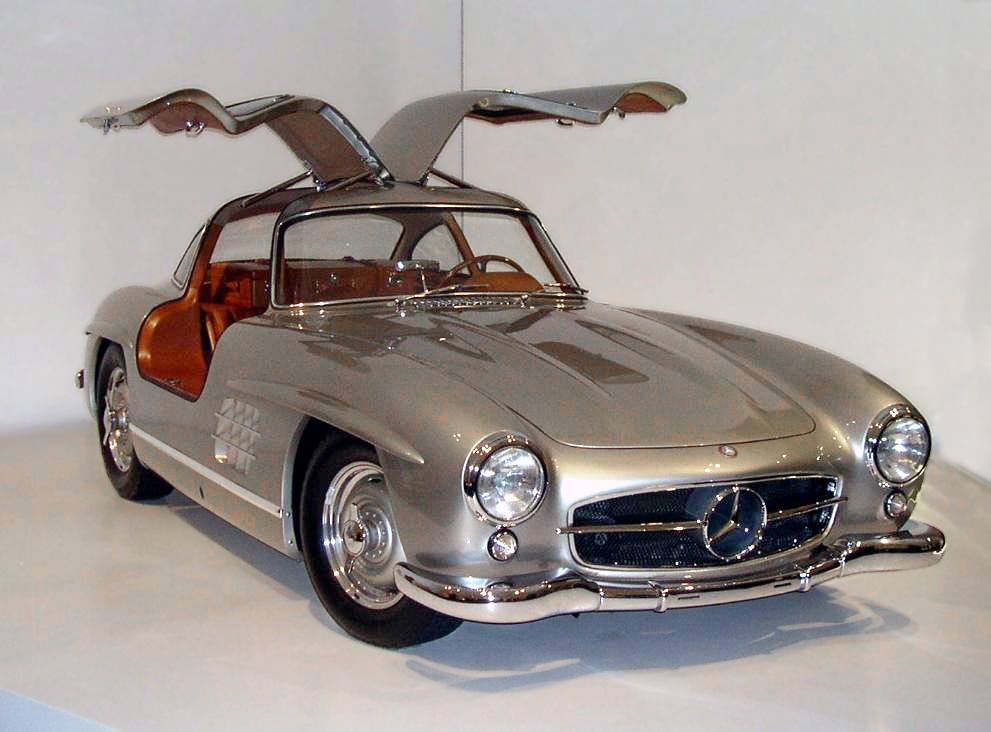
Une Mercedes 300SL, modèle emblématique des années 1950-1960.

Celles d’avant 1950 sont communément baptisées d’« avant-guerre » et certaines d’avant 1960 avaient droit au titre de « post-vintage », « thoroughbred » ou « pur-sang post vintage ».

### Youngtimers
Les youngtimers sont des voitures dont la production a stoppé depuis au moins 15 ans et pas encore trentenaires, trop récentes pour être considérées comme de collection par la FIVA et une certaine frange de la communauté des collectionneurs.
Leur faible valeur les met à la portée des bourses les plus modestes. Certains modèles regroupent de nombreux passionnés, d'autres intéressent moins les amateurs. Ces voitures commencent à être considérées grâce notamment en France à une presse spécialisée en croissance dédiée à l'automobile de collection.